# 빅토르 슈만

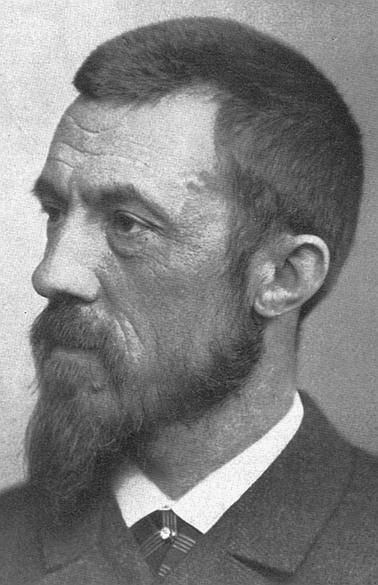

빅토르 슈만(Victor Schumann, 1841년 ~ 1913년 9월 1일)은 독일의 물리학자다.
빛을 연구하여 일찍부터 자외선에 큰 관심을 가져 파장 1000의 초단파 자외선(슈만 선)을 발견하였다. 또 자외선 사진을 찍을 때 보통의 건판을 사용함으로써 일어나는 사진의 부드럽고 연한 느낌을 없애고자 그 개량에 노력하여, 자외선 사진 촬영에 적당한 사진 건판, 즉 '슈만 건판'을 발견하였다.